# IX Puchar Gordona Bennetta (balonowy)
IX Puchar Gordona Bennetta – zawody balonów wolnych o Puchar Gordona Bennetta zorganizowane w 1920 w Birmingham w Alabamie. Zawody rozpoczęły się 23 października.

## Historia
W 1913 roku zawody wygrał amerykański balon pilotowany przez Ralpha Hazletta Upsona. Dlatego pierwszy powojenny puchar zorganizowano w Stanach Zjednoczonych. Ze względu na wysokie koszty w zawodach wystartowało tylko 7 załóg. W rywalizacji wzięły udział 3 balony amerykańskie, 2 włoskie i po 1 z Belgii i Francji.

### Krajowe eliminacje
Na początku września pierwszy lot odbył nowy balon amerykański US Navy. 23 września 1920 w Birmingham odbyły się amerykańskie krajowe eliminacje. W zawodach wzięło udział 15 balonów, w tym 3 wojskowe. Zwycięzcą został Harry E. Honeywell.
| Zajęte miejsce | Balon          | Pojemność | Załoga pilot pomocnik pilota                | Kraj              | Czas lotu [h] | Odległość [w km] | Państwo Miejsce lądowania                             |
| -------------- | -------------- | --------- | ------------------------------------------- | ----------------- | ------------- | ---------------- | ----------------------------------------------------- |
| 1.             | Belgica        | 2000      | Ernest Demuyter Mathieu Labrousse           | Belgia            | 40:15         | 1769,00          | USA wyspa na jeziorze Champlain                       |
| 2.             | Kansas City II |           | Harry E. Honeywell Jerome Kingsberry        | Stany Zjednoczone | 28:46         | 1600,00          | USA Mont Tougue w pobliżu jeziora Jerzego (Nowy Jork) |
| 3.             | Audens         |           | Giuseppe di Valle Maj. D. Leone             | Włochy            | 48:00         | 1400,00          | USA Homer (stan New Jork)                             |
| 4.             | Trionfale VI   |           | Ugo Medori Lieut. A. Pirrazzoli             | Włochy            |               | 1080,00          | USA Mount-Clemens                                     |
| 5.             | Army I         |           | Lieut. Richard T. Thompson Capt H. E. Weeks | Stany Zjednoczone |               | 1050,00          | USA Charlotte                                         |
| 6.             | Good Year II   |           | Ralph Hazlett Upson Ward Van Orman          | Stany Zjednoczone |               | 935,00           | USA Amhersburg                                        |
| 7.             | Loraine        |           | Ludwik Hirschauer Leon C. Nathan            | Francja           | 28:30         | 800,00           | USA Mason-City                                        |

## Przebieg zawodów
Balony napełniono gazem koksowniczym, który był produktem ubocznym Start nastąpił o 16.15. Jako pierwszy wystartował pilot na balonie Birmingham, a po nim co 10 minut uczestniczące w zawodach balony. Kolejność startu:  Laraine, Army I, Belgica,  Audens, Kansas City II, Trionfale VI, Good Year II. Start oglądało 40 000 widzów. Francuskie i belgijskie balony pomalowano na pomarańczowy kolor, co według pilotów miało chronić je przed promieniami słońca. Włoskie w kolorze srebrnym zostały pozbawione siatki, co zmniejszyło ich ciężar o 60 funtów.

## Nagrody
Dla zwycięzców przygotowano dwa puchary ufundowane przez Cicitan Club i Birmingham Age-Herald. Przewidziano również nagrody pieniężne. Za pierwsze miejsce 1000$, za drugie miejsce 700$, trzecie 1600$, czwarte 300$, piąte 200$, szóste 100$.